# 千歳市立祝梅小学校
千歳市立祝梅小学校（ちとせしりつ しゅくばいしょうがっこう）は、北海道千歳市梅ヶ丘に所在する公立小学校。

## 沿革
年表
- 1976年（昭和51年）- 日の出小学校から分離し千歳市立祝梅小学校が開校、校章制定[2]。
- 1977年（昭和52年）- 体育館完成[2]。
- 1978年（昭和53年）- スクールカラー（スカイグリーン）を制定[2]。
- 1984年（昭和59年）- 校舎増築工事完成[3]。
- 1985年（昭和60年）- 校旗完成[2]。
- 1994年（平成6年）- 学校教育創生事業でサケ飼育を開始[2]。
- 1998年（平成10年）- 岡山市立西大寺南小学校とのサケ飼育活動の交流[2][4]。
- 2008年（平成20年）- 二学期制施行[2]。
- 2010年（平成22年）- 多目的トイレ完成[1]。
- 2011年（平成23年）- 学校教育目標の改訂[1]、図書の森を4階から1階に移しオープン[2]。
- 2012年（平成24年）- 。体育館耐震改修工事完了[1]。
- 2013年（平成25年）- 特別支援学級（知的、情緒）を開設[2]、校舎改修（外壁塗装・普通教室改修など）工事完成[1]。
- 2019年（令和元年）- 体育館の暖房機入替工事[1]。
- 2022年（令和3年）- 職員女子トイレ改築[1]。

## 教育目標
- 「すくすく のびのび」 みとめ合い まなび合い たかめ合い きたえ合う 祝梅っ子[5]
  - 「情」- 思いやりを意識して認め合う[5]。
  - 「知」- お互いに関心を持って対話し、追究するよう学び合う[5]。
  - 「意」- 個の学びを深いものにすべく高め合う[5]。
  - 「体」- 体だけでなく心も互いに鍛え合う[5]。

## 学校行事
学校行事は以下の通り。
- 4月 - 前期始業式、入学式、知能検査（2・5年）、学力検査（6年）、全国学力・学習状況調査（6年）、1年生を迎える会
- 5月 - 遠足
- 6月 - 運動会、福祉体験（1年）
- 7月 - 自然体験（3年）、修学旅行（6年）、社会見学（2年）、夏季休業
- 8月 - 救急救命講習（5年）、社会見学（1年）
- 9月 - 自然体験学習（4年）、社会見学（3-4年）、宿泊学習（5年）
- 10月 - 前期終業式、秋季休業、後期始業式、学習発表会
- 11月 - 福祉体験（3-5年）、自然体験学習（6年）
- 12月 - 福祉体験（6年）、冬季休業
- 1月 -
- 2月 - スケート記録会、サケ放流集会[注 1]（3年）
- 3月 - 6年生を送る会、卒業式、修了式、学年末休業

## 通学区域
通学区域は以下の通り。
- 梅ヶ丘1丁目の一部
- 梅ヶ丘2丁目の一部
- 梅ヶ丘3丁目
- 旭ヶ丘
- 弥生
- 寿
- 流通2丁目の一部
- 流通3丁目
- 祝梅の一部
- 根志越の一部

## 進学先中学校
- 千歳市立青葉中学校

## 交通アクセス
バス
- 北海道中央バス 東部隊線「祝梅小学校」停留所下車、徒歩3分[8]。
- 富士交通 市民病院プール線「梅ヶ丘クリニック」停留所下車、徒歩3分[8]。